# Тундра півдня Землі Вікторії
Тундра півдня Землі Вікторії — антарктичний екорегіон тундри, розташований в Східній Антарктиді.

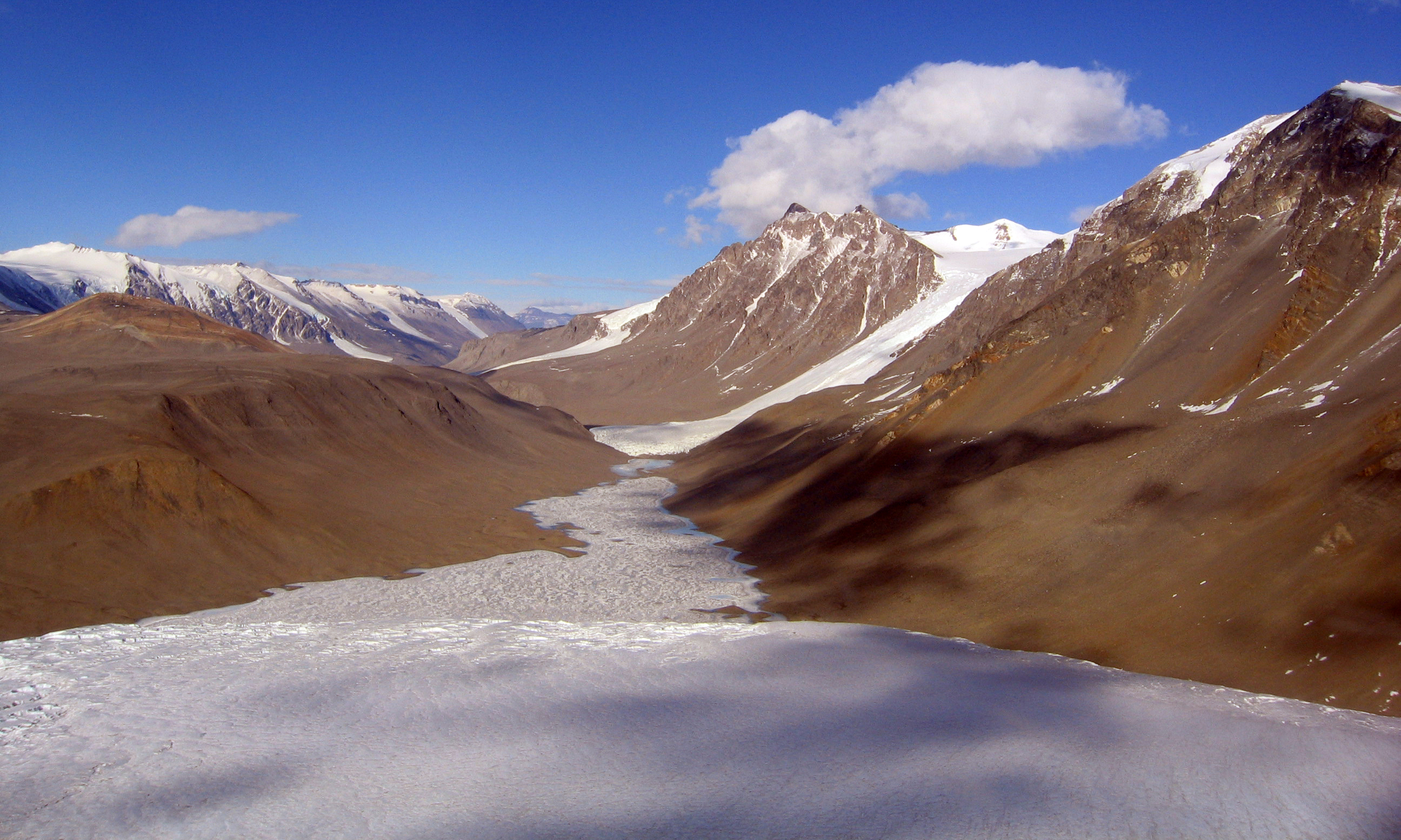
Ландшафт долини Тейлора

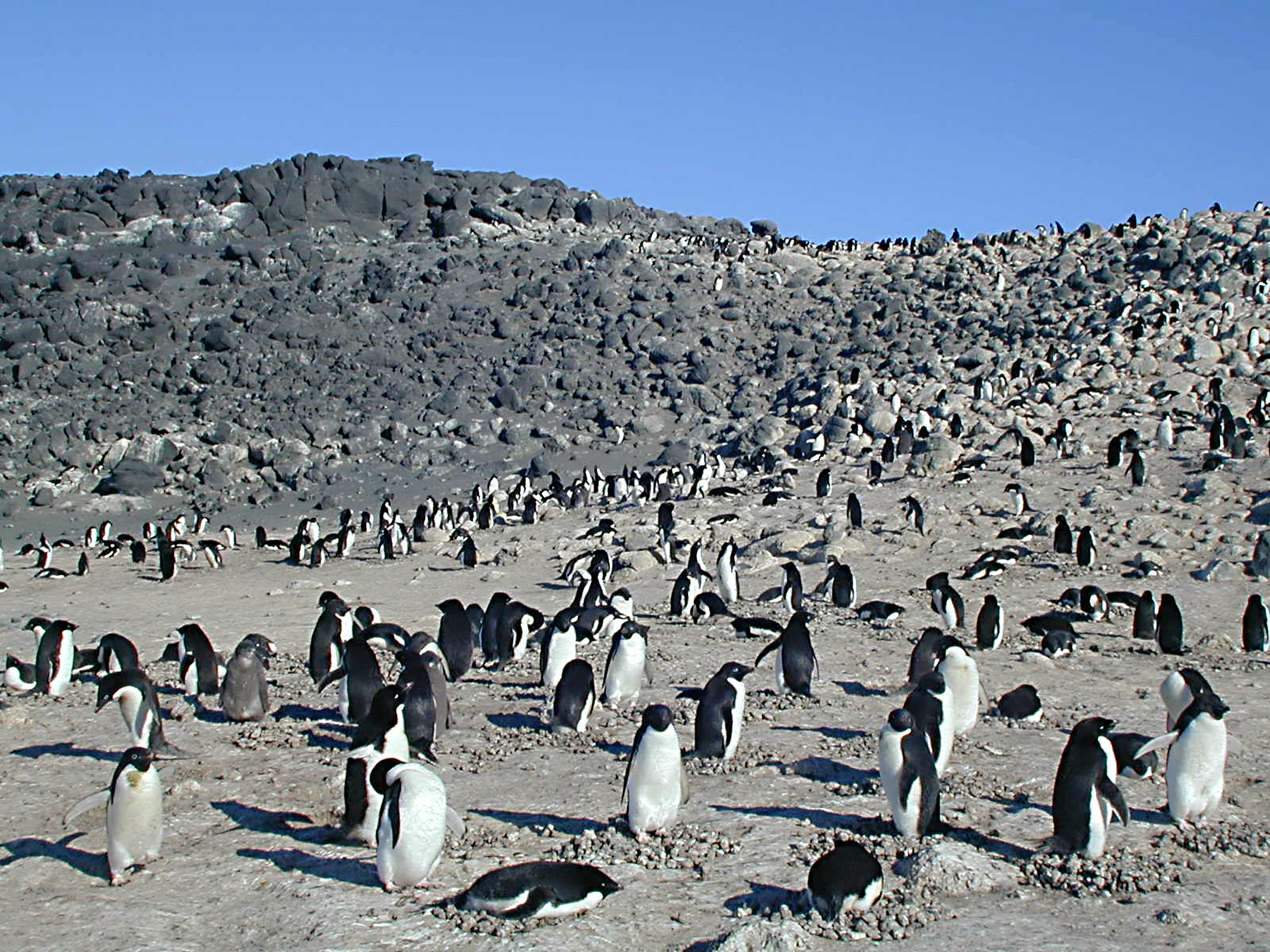
Колонія пінгвінів Аделіна острові Росса

## Географія
Екорегіон тундри півдня Землі Вікторії охоплює вільні від постійного льоду ділянки, розташовані у південній частині Землі Вікторії в Східній Антарктиді, на узбережжі моря Росса. Деякі з цих ділянок являють собою нунатаки — поодинокі скелясті гірські вершини, що підіймаються над поверхнею льодовика. Вершина вулкана Еребус на острові Росса, найбільшого та найпівденнішого діючого вулкана Антарктиди заввишки 3794 м, який востаннє вивергався у 2020 році, також вільна від льоду. Однак значну частину екорегіону складають сухі долини, вільні від криги і снігу антарктичні оази, відомі як одні з найбільш екстремальних середовищ на планеті.
На захід від затоки Мак-Мердо, яка відділяє острів Росса від Землі Вікторії, розташована низка сухих долин Мак-Мердо, найбільшими з яких є три паралельні долини Вікторії, Райта та Тейлора. Гранітні та гнейсові скелі тут вкриває глина та гравій. Унікальні безсніжні умови цих долин викликані надзвичайно сильними стоковими вітрами, що дмуть з навколишніх гір і можуть досягати швидкості 320 км/год. Сухе повітря швидко нагрівається при спуску в долини і призводить до випаровування усієї води, снігу та льоду в них.
Майже 98 % всієї Антарктиди вкрито льодовиками, які містять 90 % світового льоду та майже 70 % прісної води на Землі. Східноантарктичний льодовиковий щит спускається до узбережжя, де переходить у шельфові льодовики, зокрема у найбільший в Антарктиді шельфовий льодовик Росса, який займає всю південну частину моря Росса. Взимку площа морського льоду у морі Росса збільшується у кілька разів, різко відсуваючи кордон відкритого океану від суходолу.
На Землю Вікторії претендує Нова Зеландія як на частину Території Росса. Згідно Договору про Антарктику усі територіальні претензії в Антарктиці заморожені до 2048 року.

## Клімат
В межах екорегіону переважає дуже холодний та сухий клімат льодовикової шапки (EF за класифікацією кліматів Кеппена). Середньорічна температура в екорегіоні становить -20 °C, а середньорічна кількість опадів становить менше 100 мм, майже виключно у вигляді снігу. Сухі долини екорегіону є одним з найпосушливіших місць на Землі. Влітку температура на кілька тижнів тут підіймається вище 0 °C, що призводить до танення льодовиків. Тала вода утворює невеликі струмки, зокрема Онікс, найбільшу річку Антартиди, яка тече 32 км по долині Райта. Ці струмки живлять озера, що лежать біля підніжжя долин. Оскількі ці озера не мають стоку, вони характеризуються надзвичайно високою солоністю, більшою, ніж у Мертвому морі. Земля Вікторії лежить на південь від Південного полярного кола. Влітку тут триває полярний день, а взимку — полярна ніч.

## Флора і фауна
Колись полярні пустелі екорегіону вважалися абсолютно безплідними, однак у 1970-х роках мікробіологи знайшли тут мікроскопічні водорості, гриби та бактерії, пристосовані до екстремальних кліматичних умов. Ці організми живуть у крихітних тріщинах в структурі пісковикових скель, близько до поверхні, де вони можуть отримувати сонячне світло та вологу, а також поживні речовини з мінералів. Деякі види тихоходів та водоростей, зокрема Hemichloris antarctica, можуть виживати після висихання та заморожування, а потім повертатися до життя у присутності води. На дні деяких озер, що зустрічаються в сухих долинах Мак-Мердо, зустрічаються ціанобактеріальні мати. Ціанобактерії, що утворюють подібні угруповання, вважаються найдавнішими формами життя та початковими джерелами кисню на планеті. В межах екорегіону зареєстровано лише 17 видів мохів, що пояснюється низькою доступністю води, та 91 вид лишайників, зокрема Buellia frigida. Цей вид відомий стійкістю до екстремальних умов і може виростати лише на 1 см за 1000 років. Безхребетних тварин в екорегіоні зустрічається мало. Головним хижаком у сухих долинах Мак-Мердо є майже ендемічна нематода Scottnema lindsayae, яка харчується бактеріями. Цей вид може виживати кілька років після висушування та заморожування, впадаючи у стан ангідробіозу. Суворі умови сухих долин та організми, пристосовані до них, часто використовуються як модель життя, яке може існувати на Марсі.
У прибережних частинах екорегіону, розташованих на узбережжі моря Росса, зустрічаються гніздові колонії морських птахів та тюлені. З приблизно 350 мільйонів птахів усіх видів, що мешкають в Антарктиці, близько 175 мільйонів — це пінгвіни. В межах регіону розташовані сім колоній пінгвінів Аделі (Pygoscelis adeliae), загальна чисельність гніздової популяції яких становить 422 000 пар. Більше половини з них (270 000 пар) гніздиться у найбільшій колонії на мисі Крозьє на сході острова Росса. Також в цій місцевості розташована одна з найбільших у світі колоній антарктичних поморників (Stercorarius maccormicki), яка нараховує близько 1000 пар, та одна з найпівденніших колоній імператорських пінгвінів (Aptenodytes forsteri), яка нараховує понад 1900 пар. Серед інших поширених в екорегіоні птахів слід відзначити антарктичних буревісників (Thalassoica antarctica), південних буревісників (Fulmarus glacialoides), гігантських буревісників (Macronectes giganteus), білих буревісників (Pagodroma nivea), пінтадо (Daption capense), океанників Вільсона (Oceanites oceanicus), фолклендських поморників (Stercorarius antarcticus) та антарктичних пінгвінів (Pygoscelis antarcticus)
Імператорські пінгвіни  (Aptenodytes forsteri) — це найбільші та найбільш незвичні пінгвіни світу. З усіх пінгвінів лише ці птахи розмножуються не влітку, а у найхолодніші зимові місяці. Гніздові колонії імператорських пінгвінів зазвичай розміщуються на морському льоді далеко від відкритого океану, де температура може досягати -60 °C, а швидкість вітру — 180 км/год. Самиці відкладають одне яйце в травні, після чого залишають самців висиджувати його, а самі відправляються шукати їжу у море на два місяці. Під час інкубації самці імператорських пінгвінів голодують протягом 9 тижнів і можуть втратити до третини свої ваги. Вони притискаються один до одного, щоб зігрітися  та захиститися, а яйця тримають між своїми ногами, де вони захищені товстим шаром шкіри і пір'я. Коли самиця повертається, вона на шість тижнів бере на себе годування дитинчат, а самці, у свою чергу, відправляються у довгу подорож (до 100 км) до відкритого моря в пошуках їжі. Коли пташенятам виповнюється близько семи тижнів, вони приєднуються до інших пташенят у яслах, які охороняють кілька дорослих особин. У січні морський лід починає тріскатися, а пташенята починають скидати свій м'який пух, який дозволяв їм зігріватися. Можливе пояснення репродуктивної поведінки імператорських пінгвінів полягає в тому, що їх пташенята стають самостійними саме в той час, коли їжі з'являється найбільше. Ця закономірність призводить до проблеми, пов'язаної з глобальним потеплінням. Якщо морський лід починає танути занадто рано, цілі покоління імператорських пінгвінів можуть бути втрачені, якщо інкубація яєць буде порушена або якщо пташенята потраплять під вплив морських бризок, перш ніж скинути свій вразливий пух.
Окрім пінгвінів та інших морських птахів на узбережжях екорегіону також зустрічаються тюлені-крабоїди (Lobodon carcinophaga), тюлені Росса (Ommatophoca rossii), тюлені Ведделла (Leptonychotes weddellii), морські леопарди (Hydrurga leptonyx) та південні морські слони (Mirounga leonina). Морські слони іноді зустрічаються на пляжах екорегіону, коли море вільне від льоду. Чотири інші види тюленів більшу частину часу проводять серед пакових льодів антарктичного шельфу, однак також іноді вибираються на узбережжя.

## Збереження
Територія екорегіону перебуває під захистом Протоколу про охорону навколишнього середовища згідно Договору про Антарктику. Тут розташовано 15 особливих антарктичних природоохоронних територій. Деякі з них призначені для охорони історичних пам'яток, таких як хатини, в яких жили Роберт Скотт та Ернест Шеклтон, відомі діячі часів Героїчної доби дослідження Антарктики, однак дев'ять з них призначені для захисту вразливих екосистем та відзначення унікальних екологічних особливостей. Загалом на особливі антарктичні природоохоронні території припадає приблизно 4 % території екорегіону.
В межах екорегіону розташовані дві антарктичні дослідницькі станції — новозеландська станція Скотт та американська станція Мак-Мердо. Остання є найбільшою станцію в Антарктиді, на якій влітку проживає понад 1000 людей. Завдяки великим розмірам та відносній доступності людська активність в екорегіоні є найвищою в Антарктиді поза межами Антарктичного півострова. Щороку екорегіон відвідують близько 1000 туристів.